# Cezar Trandafirescu
Cezar Andrei Trandafirescu (sinh ngày 27 tháng 1 năm 1998) là một cầu thủ bóng đá người România thi đấu cho Voluntari ở vị trí tiền vệ hay ở vị trí tiền đạo.